# إستيل لوتون ليندسي
إستيل لوتون ليندسي (بالإنجليزية: Estelle Lawton Lindsey)‏ هي صحفية أمريكية، ولدت في 1868، وتوفيت في 1955.